# Турчок
Турчок (слч. Turčok) насељено је мјесто са административним статусом сеоске општине (слч. obec) у округу Ревуца, у Банскобистричком крају, Словачка Република.

## Становништво
| Година:    | 1994. | 2004.   | 2014.    | 2024.   |
| ---------- | ----- | ------- | -------- | ------- |
| Број људи: | 230   | 239     | 274      | 278     |
| Разлика:   |       | +3,91 % | +14,64 % | +1,45 % |

| Година:    | 2023. | 2024.   |
| ---------- | ----- | ------- |
| Број људи: | 275   | 278     |
| Разлика:   |       | +1,09 % |

Према подацима о броју становника из 2011. године насеље је имало 273 становника.